# Shinnosuke
Shinnosuke（しんのすけ、1975年4月23日- ）は、日本のミュージシャン、作曲家、作詞家、編曲家、音楽プロデューサー。buzz★Vibesのメンバーであり、SOUL'd OUTの元メンバー。

## 経歴
東京都出身。2003年1月22日に、Sony / SME Recordsより3人組ユニット『SOUL'd OUT』としてメジャーデビュー。Trackmaster兼キーボードを担当。同年8月にリリースした1stアルバムは50万枚を突破し、2007年には日本武道館公演も実現。
グループの活動と並行して個人的には、他アーティストへの楽曲提供や、テレビドラマやアニメのBGM制作も行う。また、『S'capade』名義として数々の女性シンガー達を起用したソロプロジェクトを発表。その後SOUL'd OUTとしての活動を再始動したのち、2014年に解散。
2021年8月13日、配信限定でソロアルバム「NITE WAVES」をリリース。 2024年4月23日、自身の誕生日に新曲「Let's Go Round The World」を配信リリース。 

## 参加ユニット
- 2015年には自身がメンバーとなる新たなプロジェクト「boyz mart[4]」と「WILL XPERIMENT[5]」という2つの異なるユニットをスタートさせ、2017年には声優・森久保祥太郎との二人組音楽ユニット「buzz★Vibes」をスタート。
- ディスコ・ソウルミュージックをカヴァーするバンド「DISCO HARDAYZ BAND」にて、キーボーディストとしても活動中（インディーズ）。
- 2022年にはR&B・ソウルシンガーの TSUYOSHI とのユニット『NITE RIDERS』を結成。

## ラジオ
- 現在コミュニティFMにて音楽番組「Pop Life[6]」を放送中（FM京都丹波 ＊2022年1月1日放送回にて終了・毎週土曜日15:30～、DARAZ FM・毎週土曜日24時～、埼玉 REDS WAVE ＊2023年10月終了、Tokyo Star Radio ＊2022年10月終了、FMふらの・毎週水曜日16:30～）。
- 2018年4月から2020年4月（終了）まで、bayfmにて毎週金曜・深夜24時よりレギュラー番組『バズザックファクトリー』を放送。

## 楽曲提供
楽曲提供アーティスト
嵐、中川翔子、Every Little Thing、RADIO FISH、jealkb、2AM、Ms.OOJA、VALSHE、寺島拓篤、羽多野渉、佐咲紗花、Dream5、たこやきレインボー、IDOLiSH7、TRIGGERなど。
ドラマ / アニメ BGM
『ビブリア古書堂の事件手帖（2013年）』、『フューチャーカード バディファイト（第2期）（2015年、2016年）』、『魔術士オーフェンはぐれ旅（2020年、2021年、2023年）』など。

## 講師としての活動
2016年より尚美ミュージックカレッジ専門学校にて「アレンジ・作曲学科（2年生）」で講師を務めている。

## 提供曲一覧

### アーティスト

#### メジャー
- AI
  - 「INORI」（編曲）（アルバム「my name is AI」収録）
  - 「PROTECT YOU」（編曲）（アルバム「my name is AI」収録）
  - 「TRIANGLE」（共作曲・編曲）（アルバム「my name is AI」収録）
  - 「U CAN DO」（共作曲・編曲）（シングル「U CAN DO」及びアルバム「my name is AI」収録）
  - 「Cry, Just Cry -SOUL'd OUT Mix-」（Remix）（アルバム「Flashback To A.I.」収録）
  - 「Shining Star -Original House Version-」（Remix）（シングル「Shining Star」収録）
- Be-ppin
  - 「You were my love」（作曲・編曲）（シングル「MY・EYE・AH」収録）
- BENNIE K
  - 「Crystal」（作曲・編曲・Produce）（アルバム「Essence」収録）
- Dream5
  - 「White Wonder Land」（作曲・編曲）（アルバム「COLORS」収録）
- EBiDAN
  - 「青空センターフォワード」Clash,（作曲・編曲）（配信シングル「青空センターフォワード」収録）
- Every Little Thing
  - 「Best Boyfriend」（作曲・編曲）（アルバム「Tabitabi」収録）
- FAR EAST RHYMERS
  - 「For Yourself [Master's Spring Tribal]」（Remix）（アルバム「F.E.R.TWO ～Starting In Life～」収録）
- access
  - 「Beyond the Second-D. -S'capade Remix-」（Remix）（Remixアルバム「Re-Sync Cluster」収録）
- First place
  - 「TREASURE TRAVEL」（作曲・編曲・ボーカルディレクション）（シングル「さだめ [初回盤]」収録）
- GReeeeN
  - 「ムーントラップ」92（編曲）（アルバム「En（縁）」収録）
- jealkb
  - 「SA LO ME」（作曲・編曲）（アルバム「V?」収録）
- JEMSTONE
  - 「eternal ～永遠人～」（作曲・ボーカルディレクション・編曲）（シングル「eternal ～永遠人～」収録）
  - 「my special」（作曲・ボーカルディレクション・編曲）（シングル「eternal ～永遠人～」収録）
- KIMERU
  - 「Be Shiny (Trident's "Rock-A-Head" mix)」（Remix）（アルバム「GALAXY KISS」収録）
- KING
  - 「Beautiful Dayz[9]」（作曲・ボーカルディレクション・編曲）（シングル「Beautiful Dayz」収録）
- Lexy
  - 「Selfish Love」（作曲・編曲）（アルバム「THE FOURTH ALBUM」収録）
- LISA
  - 「SEND MY HEART」（編曲）（アルバム「ready to disco」収録）
- LUV AND RESPONSE
  - 「Woo What's」（共作曲・編曲・Produce）（シングル「Woo What's」収録）
  - 「Woo What's (Cool Bleeze mix)」（共作曲・編曲・Produce・Remix）（シングル「Woo What's」収録）
  - 「Woo What's (Slammin' mix)」（共作曲・編曲・Produce・Remix）（シングル「Woo What's」収録）
  - 「Woo What's (Sex mix)」（共作曲・編曲・Produce・Remix）（シングル「Woo What's」収録）
  - 「Woo What's (Classic Funky mix)」（共作曲・編曲・Produce・Remix）（シングル「Woo What's」収録）
  - 「Supremacy」（共作曲・編曲・Produce）（シングル「Supremacy」収録）
  - 「Bring Bring Bring」（共作曲・編曲・Produce）（シングル「Supremacy」収録）
  - 「Supremacy (Bonus Beats)」（共作曲・編曲・Produce・Remix）（シングル「Supremacy」収録）
  - 「Supremacy (After Splash mix)」（共作曲・編曲・Produce・Remix）（シングル特典「Supremacy Special Disc Remix」収録）
  - 「Heaven Knows」（共作曲・編曲・Produce）（シングル「Heaven Knows」収録）
  - 「Water-White」（共作曲・編曲・Produce）（シングル「Heaven Knows」収録）
  - 「Heaven Knows (Bonus Beats)」（共作曲・編曲・Produce・Remix）（シングル「Heaven Knows」収録）
- Melodie Sexton
  - 「Just Be Good To Me」（編曲・ボーカルディレクション・Produce）（アルバム「We ♥ Dance Classics Vol.1」収録）
- Minami
  - 「君が嘘をついた瞬間に」（編曲）（シングル「One Unit」及びアルバム「Perfect Parallel Line」収録）
- RADIO FISH
  - 「INVISIBLE EMPEROR[10]」（作曲・編曲・ボーカルディレクション・ミックス）（配信シングル「INVISIBLE EMPEROR」及びアルバム「WORLD IS MINE」収録）
- Rico Bonita
  - 「What’s up」（編曲）（シングル「What’s up」収録）
  - 「I’m not mermaid」（編曲）（シングル「What’s up」収録）
  - 「Crazy rain」（編曲）（シングル「What’s up」収録）
- SOPHIA
  - 「Code-E ~Eの暗号~ (S'capade NEVER Remix)」（Remix）（シングル「月光／I will」収録）
- Sweet Licious
  - 「桜 ～Dear my best friend～ feat. SHIN from CLIFF EDGE」（編曲）（アルバム「Girlicious」収録）
  - 「Sweet Girl & Delicious Lady」（作曲・編曲）（アルバム「Sweet Licious」収録）
  - 「Treasure Heaven」（作曲・編曲）（アルバム「Sweet Licious」収録）
- 小室哲哉
  - 「Years Later feat. Verbal [Shinnosuke Remix][11]」（Remix）（アルバム「Digitalian is remixing」収録）
- TSUYOSHI
  - 「Love Song ～ヒカリアビテ～」（編曲・Co-Produce）（アルバム「ALL ABOUT LOVE」収録）
- VALSHE
  - 「Show Me What You Got」（作曲・編曲）（アルバム「WONDERFUL CURVE」収録）
- クレンチ & ブリスタ
  - 「Lovers Holiday feat. MAY's (Shinnosuke's EXP remix)」（Remix）（シングル「Wonder feat. May J.」収録）
- タイツォン
  - 「No-iD」（共作曲・編曲）（アルバム「No-iD」収録）
- たこやきレインボー
  - 「カラフルフェスティバル」（作曲・編曲）（アルバム「どっとjpジャパーン [関西限定盤]」収録）
- 羽多野渉
  - 「Synchronic」（作曲・編曲）（シングル「覚醒のAir」収録）
  - 「Get Wild」（編曲・ボーカルディレクション・ミックス）（アルバム「TORUS」収録）
- 吉川晃司
  - 「LA VIE EN ROSE (Trident's MEGALO-FUNK Remix)」（Remix）（アルバム「Disco K2 ～Kikkawa Koji Dance Remix Best～ [Disc 2]」収録）
- 佐咲紗花
  - 「SAYONARA Last Melancholic Night」（作曲・編曲）（アルバム「Atlantico Blue」収録）
  - 「JUST COMMUNICATION」（編曲）（アルバム「SAYAKAVER.」収録）
- 寺島拓篤
  - 「JUMBLE TOWN」（作曲・編曲）（アルバム「PRISM」収録）
  - 「0+1」（作曲・編曲）（シングル「0+1」及びアルバム「REBOOT」収録）
  - 「KimiKimiShake ~feat.D~」（編曲）（シングル「ID」収録）
- 春奈るな
  - 「Fly Me to the Moon」（編曲）（アルバム「LUNARIUM」収録）
- 嵐
  - 「きっと大丈夫」（作曲・編曲）（シングル「きっと大丈夫」及びアルバム「ARASHIC」収録）
  - 「Love Situation」（作曲・編曲）（アルバム「Time」収録）
  - 「STAY GOLD」松本潤（作曲・編曲）（アルバム「THE DIGITALIAN」収録）
- 中川翔子
  - 「ストロベリMelody」（作曲・編曲・ボーカルディレクション）（シングル「ストロベリMelody」及びアルバム「Big☆Bang!!!」収録）
- 畠中祐
  - 「Starter」（作曲・編曲）（シングル「STAND UP」収録）
- 富永TOMMY弘明
  - 「未来への遺産−Jonathan's Ballad−」（作曲・編曲・ボーカルディレクション・ミックス）（アルバム「ジョジョの奇妙な冒険 The anthology songs 1」収録）
- 2AM
  - 「Pretty Girl」（作曲・編曲）（アルバム「VOICE」収録）
- Ms.OOJA
  - 「STAND UP」（作曲・編曲）（アルバム「PROUD」収録）
- FES☆TIVE
  - 「いろは音頭ついでかつお節」（編曲）（アルバム「ワッショイレコード [Type B]」収録）
- Dream Ami
  - 「恋のつぼみ」（編曲）（配信シングル「恋のつぼみ」収録）
- CLIFF EDGE
  - 「Endless Tears ～終わらないメロディー～ feat. メロディー・チューバック」（編曲）（アルバム「あなたの声が聞こえる」収録）
- アキシブproject
  - 「New World」（編曲）（アルバム「New World」収録）
- 伊波杏樹
  - 「Raise The ACE !」（作曲・編曲）（配信限定）
- 渕上舞
  - 「QT Show」（作詞・作曲・編曲・コーラス）（アルバム「星空」収録）
- 芦澤サキ
  - 「Feeling」（Sarah L-ee との共作曲・編曲）（アルバム「RIOT OF EMOTIONS」収録）
- ザ・リーサルウェポンズ
  - 「ねこねこヘヴン[12] feat. 上坂すみれ」（作曲・編曲）（シングル「ねこねこヘヴン feat. 上坂すみれ」及びアルバム「OKシンセサイザー」収録）
- Sarah L-ee, 浅倉大介, Shinnosuke
  - 「I AM I[13]」（編曲・ミックス）（配信限定）
  - 「I AM I (Ocean Breeze Mix)」（編曲・ミックス・マスタリング）（配信限定）
- TRD
  - 「What's Going On?[14]」（作詞・作曲）（アルバム「What's Going On?」収録）
- HiiT FACTORY
  - 「Escape」（作詞・作曲・編曲・ミックス・ボーカルディレクション）（配信限定アルバム「NOVA[15]」収録）
  - 「Weekend Dance」（作詞・作曲・編曲・ミックス・ボーカルディレクション）（配信限定アルバム「NOVA」収録）

- 福山潤
  - 「Like a rolling stone[16]」（作曲・編曲）（アルバム「Reflection」収録）

#### インディーズ
- BREAK THROUGH
  - 「Sexy Lady」（作曲・編曲・ミックス・ボーカルディレクション・Produce）（シングル「Sexy Lady」収録）
  - 「Sexy Lady (DJ HIYOCO Remix)」（作曲・編曲・Remix Programming・ミックス）（シングル「Sexy Lady」収録）
- Colorfuuul
  - 「Rock'n Roll Guy」（作詞・作曲・編曲・ボーカルディレクション・ミックス）（シングル「LET’S BE COLORFUUUL」収録）
  - 「One For All」（作詞・作曲・編曲・ボーカルディレクション・ミックス）（シングル「LET’S BE COLORFUUUL」収録）
  - 「SUPERMAN」（作詞・作曲・編曲・ボーカルディレクション・ミックス）（シングル「LET’S BE COLORFUUUL」収録）
- kz
  - 「4 Seasons」（作詞・作曲・編曲）（アルバム「生うたコンピ 2nd Season」収録）
- ハマー
  - 「All right, All night」（作詞・作曲・編曲）（アルバム「生うたコンピ 2nd Season」収録）
- ウルトラ寿司ふぁいやー
  - 「全てはエンターテインメント (Tokyo Lab. RMX)」（Remix）（アルバム「In鮪ダクション（CD版のみ）」収録）
- 大木貢祐
  - 「GOOD READ, GOOD RAP」（作曲・編曲・ボーカルディレクション・ミックス）（配信限定）
  - 「muffin」（作曲・編曲・ボーカルディレクション・ミックス）（配信限定）
- Meyou
  - 「αγαπη (Intro)」（作曲・編曲・ミックス・マスタリング・Produce）（アルバム「Sea muse」収録）
  - 「歌声」（共作曲・編曲・ミックス・マスタリング・Produce）（アルバム「Sea muse」収録）
  - 「Clap our hand ～ feat. Shyoudog (韻シスト) ～」（共作曲・編曲・ミックス・マスタリング・Produce）（アルバム「Sea muse」収録）
  - 「Gold fish」（編曲・ミックス・マスタリング・Produce）（アルバム「Sea muse」収録）
  - 「Morning glowry」（共作曲・編曲・ミックス・マスタリング・Produce）（アルバム「Sea muse」収録）
  - 「Mi vida roca」（共作曲・編曲・ミックス・マスタリング・Produce）（アルバム「Sea muse」収録）
  - 「Soul Journey (Interlude)」（共作曲・編曲・ミックス・マスタリング・Produce）（アルバム「Sea muse」収録）
  - 「Say you love me ～ feat. Shing02 ～」（ミックス・マスタリング）（アルバム「Sea muse」収録）
  - 「Sea muse」（共作曲・編曲・ミックス・マスタリング・Produce）（アルバム「Sea muse」収録）
  - 「muse radio 6.17 (Interlude)」（共作曲・編曲・ミックス・マスタリング・Produce）（アルバム「Sea muse」収録）
  - 「夕陽の中で」（共作曲・編曲・ミックス・マスタリング・Produce）（アルバム「Sea muse」収録）
  - 「謳歌しましょう」（共作曲・編曲・ミックス・マスタリング・Produce）（アルバム「Sea muse」収録）
  - 「Deep love (Interlude) ～ feat. HI-D ～」（共作曲・編曲・ミックス・マスタリング・Produce）（アルバム「Sea muse」収録）
  - 「1st night」（共作曲・編曲・ミックス・マスタリング・Produce）（アルバム「Sea muse」収録）
  - 「H.B.D (Interlude) ～ feat. D sky walker (boyz mart) ～」（共作曲・編曲・ミックス・マスタリング・Produce）（アルバム「Sea muse」収録）
  - 「Home」（作曲・編曲・ミックス・マスタリング・Produce）（アルバム「Sea muse」収録）
  - 「Love=Life」（共作曲・編曲・ミックス・マスタリング・Produce）（アルバム「Sea muse」収録）
  - 「Love=Life (Shinnosuke's Private Classic Lesson)」（Remix）（アルバム「Sea muse（配信版のみ）」収録）
- 谷川万純
  - 「太陽よりもキミの笑顔は」（作曲・編曲・ボーカルディレクション・ミックス・Produce）（シングル「太陽よりもキミの笑顔は」収録）
- tezya
  - 「LUVHAL」（Remix）（Remixアルバム「Decade of Metamorphoses」収録）
- 1-SHINE
  - 「TOKYO」（Co-Produce）（アルバム「Stay Forever Young」収録）
  - 「Tell Me Why」（Co-Produce）（アルバム「Stay Forever Young」収録）
  - 「Lonely」（Co-Produce）（アルバム「Stay Forever Young」収録）
  - 「I’m Sorry」（Co-Produce）（アルバム「Stay Forever Young」収録）
  - 「Jumping」（Co-Produce）（アルバム「Stay Forever Young」収録）
  - 「TOKYO (Shinnosuke Remix)」（Remix）（アルバム「Stay Forever Young」収録）
- NEW STYLE BOYs
  - 「SMASHING PARTY」（作曲・編曲・コーラス）（無料CD「SMASHING PARTY」収録）
- mignon
  - 「クエスチョン=ラブ」（作曲・編曲）
  - 「遠距離恋愛0cm」（作曲・編曲）
- Sarah L-ee
  - 「鏡／Mirror」（共作曲・編曲・ミックス・マスタリング・Produce）（配信シングル 及びアルバム「Sapphire」収録）
  - 「Sunny Days」（共作曲・編曲・ミックス・マスタリング・Produce）（配信シングル 及びアルバム「Sapphire」収録）
  - 「Now I See」（共作曲・編曲・ミックス・マスタリング・Produce）（配信シングル 及びアルバム「Sapphire」収録）
  - 「Dancing Queen[17]」（共作曲・編曲・ミックス・マスタリング・Produce）（配信シングル 及びアルバム「Sapphire」収録）
  - 「Far Away」（共作曲・編曲・ミックス・マスタリング・Produce）（配信シングル 及びアルバム「Sapphire」収録）
  - 「Holly Jolly Day」（共作曲・編曲・ミックス・マスタリング・Produce）（配信シングル 及びアルバム「Sapphire」収録）
  - 「Calling 9011」（共作曲・編曲・ミックス・マスタリング・Produce）（配信シングル 及びアルバム「Sapphire」収録）
  - 「Sapphire」（作曲・編曲・ミックス・マスタリング・Produce）（配信及びアルバム「Sapphire」収録）
  - 「Give It」（共作曲・編曲・ミックス・マスタリング・Produce）（配信及びアルバム「Sapphire」収録）
  - 「Dancing Queen (More Disco Queen Remix)」（共作曲・編曲・ミックス・マスタリング・Produce）（配信及びアルバム「Sapphire」収録）
  - 「Far Away (Sweet NITE Remix)」（共作曲・編曲・ミックス・マスタリング・Produce）（CD及び配信アルバム「Sapphire」収録）
  - 「Now I See (Fashionista Remix)」（共作曲・編曲・ミックス・マスタリング・Produce）（CDアルバムのみ「Sapphire」収録）
  - 「Mr.Mastermind」（共作曲・編曲・ミックス・マスタリング・Produce）（配信シングル）
  - 「Go & Move On!!」（共作曲・編曲・ミックス・マスタリング・Produce）（配信シングル）
  - 「DOWN TOWN」（編曲・ミックス・マスタリング・Produce）（配信シングル）
  - 「ECHOES」（ミックス・マスタリング・Produce）（配信シングル）
  - 「Criminal Cyclone」（ミックス・マスタリング・Produce）（配信シングル）
- miao
  - 「CANDY CANCY」（共作曲・編曲・ボーカルディレクション・ミックス）（シングル「CANDY CANCY」収録）
- 小笠原仁
  - 「Black Cat」（作曲・編曲・ボーカルディレクション）（シングル「Black Cat」収録）
  - 「蒼海行列車」（作曲・編曲・ボーカルディレクション）（配信シングル「蒼海行列車」及び1stアルバム「蒼海行列車」収録）
- 少年T
  - 「僕は僕を征く」（編曲）（ミニアルバム「T to Y」収録）
- 今井宏美
  - 「Under The Rain」（作詞・作曲・編曲・ボーカルディレクション・ミックス）（配信シングル「Under The Rain」収録）
- Sarah L-ee, nishi-ken, Shinnosuke
  - 「BL00D RUSH[18]」（共作曲・ミックス）（配信シングル）
- 柴門トパーズ、Shinnosuke
  - 「BLACK MAGIC CAT[19]」（作詞・作曲・編曲・ミックス）（配信シングル）

### アニメ・ゲーム
- DIABOLIK LOVERS
  - 「COUNT OFF」キノ（作曲・編曲・コーラス）（配信シングル「COUNT OFF」収録）
- Fate/kaleid liner プリズマ☆イリヤ ツヴァイ！
  - 「RESONATING VOICE」（作曲・編曲）（シングル「Prisma☆Love Parade Vol.2」収録）
- アイドリッシュセブン
  - 「Fly away」和泉一織 & 七瀬陸（作曲・編曲）（配信シングル「Fly away」及びアルバム「i7」収録）
  - 「Because Now!!」IDOLiSH7（作曲）（シングル「マロウブルー」収録）
  - 「Leopard Eyes」TRIGGER（作曲・編曲）（シングル「SECRET NIGHT」及びアルバム「REGALITY」収録）
  - 「Last Dimension ～引き金をひくのは誰だ～」TRIGGER（作曲・編曲）（配信シングル「Last Dimension ～引き金をひくのは誰だ～」及びアルバム「REGALITY」収録）
  - 「Crescent rise」TRIGGER（作曲・編曲）（シングル「Crescent rise」、アルバム「VARIANT」収録）
  - 「Radiance」TRIGGER（作曲・編曲）（シングル「SUISAI」、アルバム「Trois」収録）
  - 「BEAUTIFUL PRAYER」TRIGGER（作詞・作曲・編曲）（アルバム「劇場版アイドリッシュセブン LIVE 4bit Compilation Album "BEYOND THE PERiOD"【DAY1】及び【DAY 2】」、「Trois」収録）
  - 「EVOLUTION」TRIGGER（共編曲）（配信シングル「EVOLUTION」、アルバム「Trois」収録）
- アイドルタイムプリパラ
  - 「Just Wanna Be With You ～仮想（ヴァーチャル）と真実（リアル）の狭間で～[20]」Prizzmy☆（編曲）（シングル「Just Wanna Be With You ～仮想（ヴァーチャル）と真実（リアル）の狭間で～」収録）
  - 「Just Wanna Be With You ～仮想（ヴァーチャル）と真実（リアル）の狭間で～ Club Mix Ver.」Prizzmy☆（Remix）（シングル「Just Wanna Be With You ～仮想（ヴァーチャル）と真実（リアル）の狭間で～」収録）
- アイドルマスター ミリオンライブ!
  - 「Sweet Sweet Soul」アリエス（編曲）（アルバム「THE IDOLM@STER LIVE THE@TER FORWARD 03 Starlight Melody」収録）
  - 「Oli Oli DISCO」舞浜歩（作曲・編曲）（マキシシングル「THE IDOLM@STER MILLION LIVE! M@STER SPARKLE 06」収録）
- アニドルカラーズ
  - 「Trip x Trap」Clarity（編曲）（シングル「Trip x Trap」収録）
- せいぜいがんばれ!魔法少女くるみ
  - 「15億回の I Love You」VOTER FRAUD（作曲・編曲・ミックス）（アルバム「「せいぜいがんばれ！魔法少女くるみ」超キャラソン集」収録）
  - 「MAGAOで愛して」真顔ガールズ（作曲・編曲・ミックス）（アルバム「「せいぜいがんばれ！魔法少女くるみ」超キャラソン集」収録）
- 天華百剣
  - 「踊らにゃSong♪Song♪御華見音頭」（作曲・編曲）（アルバム「天華百剣 -斬- キャラクターソングアルバム 百華繚乱 弐」収録）
- パンチライン
  - 「On Your Side」成木野みかたん（編曲）（アルバム「パンチライン 1 完全生産限定版 Blu-ray Disc/DVD 特典CD」収録）
- 神クズ☆アイドル
  - 「Hero's」ZINGS（作詞・作曲・編曲・コーラス・ミックス）（シングル「MORNING」及びアルバム「ZING UP」収録）
  - 「Let‘s ZING！」ZINGS（作曲・編曲・コーラス）（シングル「Let‘s ZING！」及びアルバム「ZING UP」収録）
  - 「イタズラHoney」ZINGS（作曲・編曲・コーラス）（シングル「キミキラ」及びアルバム「ZING UP」収録）
  - 「二人三脚☆宣言」ZINGS（作曲・編曲・コーラス）（シングル「フィナーレ～その先へ～」及びアルバム「ZING UP」収録）
- SHY
  - 「ボクらのLove & Peace」ミェンロン/リー＝ミンミン（作曲・編曲）（配信シングル）

### 劇伴
- TVドラマ「ビブリア古書堂の事件手帖」
  - 「Unicorn’s Kiss」（作曲・編曲・ミックス）（アルバム「ビブリア古書堂の事件手帖　ORIGINAL SOUNDTRACK[21]」収録）
  - 「Apocalypsis Johannis」（作曲・編曲・ミックス）（アルバム「ビブリア古書堂の事件手帖　ORIGINAL SOUNDTRACK」収録）
  - 「AVALON」（作曲・編曲・ミックス）（アルバム「ビブリア古書堂の事件手帖　ORIGINAL SOUNDTRACK」収録）
  - 「The Dark Side Of The Moon」（作曲・編曲・ミックス）（アルバム「ビブリア古書堂の事件手帖　ORIGINAL SOUNDTRACK」収録）
- TVアニメ「獣旋バトル モンスーノ (Season 2) 」アバン、次回予告BGM（作曲・編曲・ミックス）
- TVアニメ「フューチャーカード バディファイト（第2期）」劇伴（作曲・編曲・ミックス）
- TVアニメ「パンチライン」
  - 「MUHI」（作曲・編曲）（アルバム「PUNCH LINE オリジナルサウンドトラック」収録）
  - 「Mysterious Person」（作曲・編曲）（アルバム「PUNCH LINE オリジナルサウンドトラック」収録）
  - 「LOVERA」（作曲・編曲）（アルバム「PUNCH LINE オリジナルサウンドトラック」収録）
- TVアニメ「魔術士オーフェンはぐれ旅 オリジナルサウンドトラック」Shinnosuke（作曲・編曲）
- TVアニメ「魔術士オーフェンはぐれ旅 キムラック編 オリジナルサウンドトラック」Shinnosuke（作曲・編曲）
- TVアニメ「魔術士オーフェンはぐれ旅 アーバンラマ編 オリジナルサウンドトラック」Shinnosuke（作曲・編曲）
- TVアニメ「魔術士オーフェンはぐれ旅 聖域編 オリジナルサウンドトラック」Shinnosuke（作曲・編曲）
- 「ESPRIT JAPON (Season 2)」オープニングタイトル曲（作曲・編曲・ミックス）

### その他
- CARNELIAN BLOOD
  - 「Underdogs」EROSION（作曲・編曲・コーラス）（1stシングル「From a Spicy Peak」収録）
  - 「Aspiration」EROSION（コーラスのみ参加）（2ndシングル「Aspiration」収録）
  - 「Get Out!!!!!」EROSION（コーラスのみ参加）（3rdシングル「RAD HEAD」収録）
  - 「What is mine」EROSION（作曲・編曲・コーラス）（1stアルバム「What is mine」収録）
- 温泉むすめ
  - 「進化系ミライ」有馬輪花（作曲・編曲）（配信シングル「進化系ミライ」収録）
- Crypton Future Media オリジナル着メロ（作曲・編曲・ミックス）
- Original Entertainment Paradise
  - 「O.E.P ORE!!!!」（作曲・編曲）（2018年- OPテーマ曲）
- BAD TOWN REVERSAL
  - 「BLACK KISS」Magnolia（作詞・作曲・編曲・コーラス・ボーカルディレクション・ミックス）（1stシングル「BAD TOWN REVERSAL First Show Side Magnolia」収録）
  - 「The Future」Magnolia（作詞・作曲・編曲・コーラス・ボーカルディレクション・ミックス）（1stシングル「BAD TOWN REVERSAL First Show Side Magnolia」収録）
  - 「カジノロワイヤル」Side LEGEND（作詞・作曲・編曲・コーラス・ボーカルディレクション・ミックス）（配信シングル「BAD TOWN REVERSAL Side LEGEND」収録）
- ファビュラスナイト
  - 「PHOENIX」ギルガメッシュ（作詞・作曲・編曲・コーラス）（シングル「ファビュラスナイト　Host-Song PRIDE -Hi-Tradition- クロノスタシス」収録）
  - 「NO DOUBT」緋野天魔（作詞・作曲・編曲・コーラス）（シングル「ファビュラスナイト　Host-Song PRIDE -New Generation- ヴェンデッタ」収録）
- Gray Sheep
  - 「Groovy Good Beat」BAD SKUNK（作詞・作曲・編曲・コーラス）（配信シングル）
- ホロライブEnglish
  - 「START AGAIN」Mori Calliope , IRyS , Nerissa Ravencroft , Elizabeth Rose Bloodflame（作曲・編曲）（配信シングル）

## ディスコグラフィ

### シングル
|     | 発売日         | タイトル                            | 規格                 |
| --- | -------------- | ----------------------------------- | -------------------- |
| 1st | 2017年12月17日 | Merry Xmas 4 U (Silent Nite) [DEMO] | デジタルダウンロード |
| 2nd | 2024年4月23日  | Let's Go Round The World            | デジタルダウンロード |
| 3rd | 2024年6月22日  | STORM RIDER                         | デジタルダウンロード |
| 4th | 2025年1月23日  | VIVID TRAVELER                      | デジタルダウンロード |

### アルバム
|     | 発売日        | タイトル   | 規格                   |
| --- | ------------- | ---------- | ---------------------- |
| 1st | 2021年8月13日 | NITE WAVES | デジタル・ダウンロード |

### ミュージック・ビデオ
| 公開日        | タイトル                   |
| ------------- | -------------------------- |
| 2020年9月1日  | LAST DIMENSION             |
| 2021年8月13日 | Goodnight feat. Sarah L-ee |